# Cratoneuron formianum
Cratoneuron formianum är en bladmossart som först beskrevs av Fiorini-mazzanti, och fick sitt nu gällande namn av Georg Roth 1899. Cratoneuron formianum ingår i släktet Cratoneuron och familjen Amblystegiaceae. Inga underarter finns listade i Catalogue of Life.